# Blaise-Ketonsynthese
Die Blaise-Ketonsynthese ist eine Namensreaktion der organischen Chemie. Sie wurde 1907 von Edmond Blaise (1872–1939) veröffentlicht.

## Übersichtsreaktion
Bei der Blaise-Ketonsynthese reagiert eine zinkorganische Halogenverbindung mit einem Acylhalogenid unter Bildung eines Ketons.

## Reaktionsmechanismus
Im vorgeschlagenen Reaktionsmechanismus reagiert die zinkorganische Chloridverbindung direkt mit dem Acylhalogenid. Nach Abspaltung von Zinkchlorid entsteht das gewünschte Keton:
Die Ausbeute des Ketons kann bei dieser Reaktion größer als 80 % sein.

## Modifikation
Die Blaise-Ketonsynthese wurde erweitert, um α,β-ungesättigte Ketone zu synthetisieren. Bei der Reaktion handelt es sich um die Blaise-Maire-Reaktion. Zusätzlich wurde die zinkorganische Chloridverbindung durch einen cadmiumorganischen Reagenten ersetzt, um die Ausbeute zu erhöhen.

## Anwendung
Die Blaise-Ketonsynthese ist in der organischen Synthese bedeutend. In stöchiometrischer Menge entsteht dabei Zinkchlorid; die Atomökonomie der Blaise-Ketonsynthese ist somit gering und steht einer technischen Anwendung im industriellen Maßstab entgegen.